# Senador Canedo
Senador Canedo is een gemeente in de Braziliaanse deelstaat Goiás. De gemeente telt 102.947 inwoners (schatting 2016).